# Aida de la Cruz
Aida de la Cruz (Barcelona, 27 de maig de 1978) és un actriu catalana. Ha treballat en nombroses sèries de televisió, entre d'altres, Los Serrano, Física o química', Ventdelplà, o Doctor Mateo. El 2012 es va incorporar a la sèrie El secreto de Puente Viejo en el paper de Candela Mendizábal.
Té una llarga trajectòria en teatre. El 2010 va interpretar el paper d'Ofèlia a Hamlet dirigida per Oriol Broggi.

## Teatre
- Hair – Dir. Daniel Anglès. Teatre Apol·lo (Barcelona)
- Hamlet – Dir. Oriol Broggi. Biblioteca de Catalunya
- Viatge a Califòrnia – Dir. Moisès Maicas. Versus Teatre
- Primera història d'Esther – Dir. Oriol Broggi. Teatre Nacional de Catalunya
- El Enfermo imaginario – Dir. Pere Fullana
- Muda – Dir. Abel Coll.
- Hermanos de Sangre – Dir. Lluís Ramirez. Teatre Novedades (Barcelona)
- Perversitat sexual a Chicago – Dir. Abell Coll. Teatre Tantarantana
- La casa de Bernarda Alba – Dir. Joan Guaski. Barcelona

## Filmografia
Televisió:
| Sèries de televisió | Sèries de televisió        | Sèries de televisió           | Sèries de televisió | Sèries de televisió |
| Any                 | Títol                      | Paper                         | Cadena              |                     |
| ------------------- | -------------------------- | ----------------------------- | ------------------- | ------------------- |
| 2002                | Nines russes               | Maria                         | TV3                 |                     |
| 2003                | Los Serrano                | Mari Pau                      | Telecinco           |                     |
| 2004/2009           | Hospital Central           | Nazaria Morón / Sonia Fonseca | Telecinco           |                     |
| 2005-2007           | 7 días al desnudo          | Roxana Perales                | Telecinco           |                     |
| 2006                | Àngels i Sants             | Virgínia                      | TV3                 |                     |
| 2007                | MIR                        | Barbára                       | Telecinco           |                     |
| 2008                | Mar de fons                | Mireia                        | TV3                 |                     |
| 2009                | Física o química           | Andrea                        | Antena 3            |                     |
| 2009-2010           | Ventdelplà                 | Tura Rossinyol                | TV3                 |                     |
| 2010                | Doctor Mateo               | Marina                        | Antena 3            |                     |
| 2011-2012           | Arrayán                    | Valentina                     | Canal Sur           |                     |
| 2012                | Olor de colònia            | Germana Ángeles               | TV3                 |                     |
| 2012-?              | El secreto de Puente Viejo | Candela Mendilzábal           | Antena 3            |                     |

Cinema:
| Pel·lícules | Pel·lícules        | Pel·lícules    | Pel·lícules     | Pel·lícules |
| Any         | Títol              | Paper          | Notes           |             |
| ----------- | ------------------ | -------------- | --------------- | ----------- |
| 2004        | Iris               | Àgata (Petita) | Paper esporàdic |             |
| 2019        | L'enigma Verdaguer |                | telefilm        |             |